# Vladimir Pokatayev
Vladimir Pokatayev fue un deportista soviético que compitió en judo.
Ganó una medalla en el Campeonato Mundial de Judo de 1969 y cinco medallas en el Campeonato Europeo de Judo entre los años 1966 y 1971.

## Palmarés internacional
| Campeonato Mundial | Campeonato Mundial        | Campeonato Mundial | Campeonato Mundial |
| Año                | Lugar                     | Medalla            | Categoría          |
| ------------------ | ------------------------- | ------------------ | ------------------ |
| 1969               | Ciudad de México (México) | Medalla de bronce  | –93 kg             |
| Campeonato Europeo |                           |                    |                    |
| Año                | Lugar                     | Medalla            | Categoría          |
| 1966               | Luxemburgo (Luxemburgo)   | Medalla de plata   | –80 kg             |
| 1967               | Roma (Italia)             | Medalla de oro     | –80 kg             |
| 1969               | Ostende (Bélgica)         | Medalla de plata   | –93 kg             |
| 1970               | Berlín Oriental (RDA)     | Medalla de oro     | –93 kg             |
| 1971               | Gotemburgo (Suecia)       | Medalla de plata   | –93 kg             |